# Belmont (Wisconsin)
Belmont è un comune degli Stati Uniti, situato in Wisconsin e in particolare nella Contea di Lafayette.